# Panulirus argus
Panulirus argus är en kräftdjursart som först beskrevs av Pierre André Latreille 1804.  Panulirus argus ingår i släktet Panulirus och familjen Palinuridae. IUCN kategoriserar arten globalt som otillräckligt studerad. Inga underarter finns listade i Catalogue of Life.

## Bildgalleri

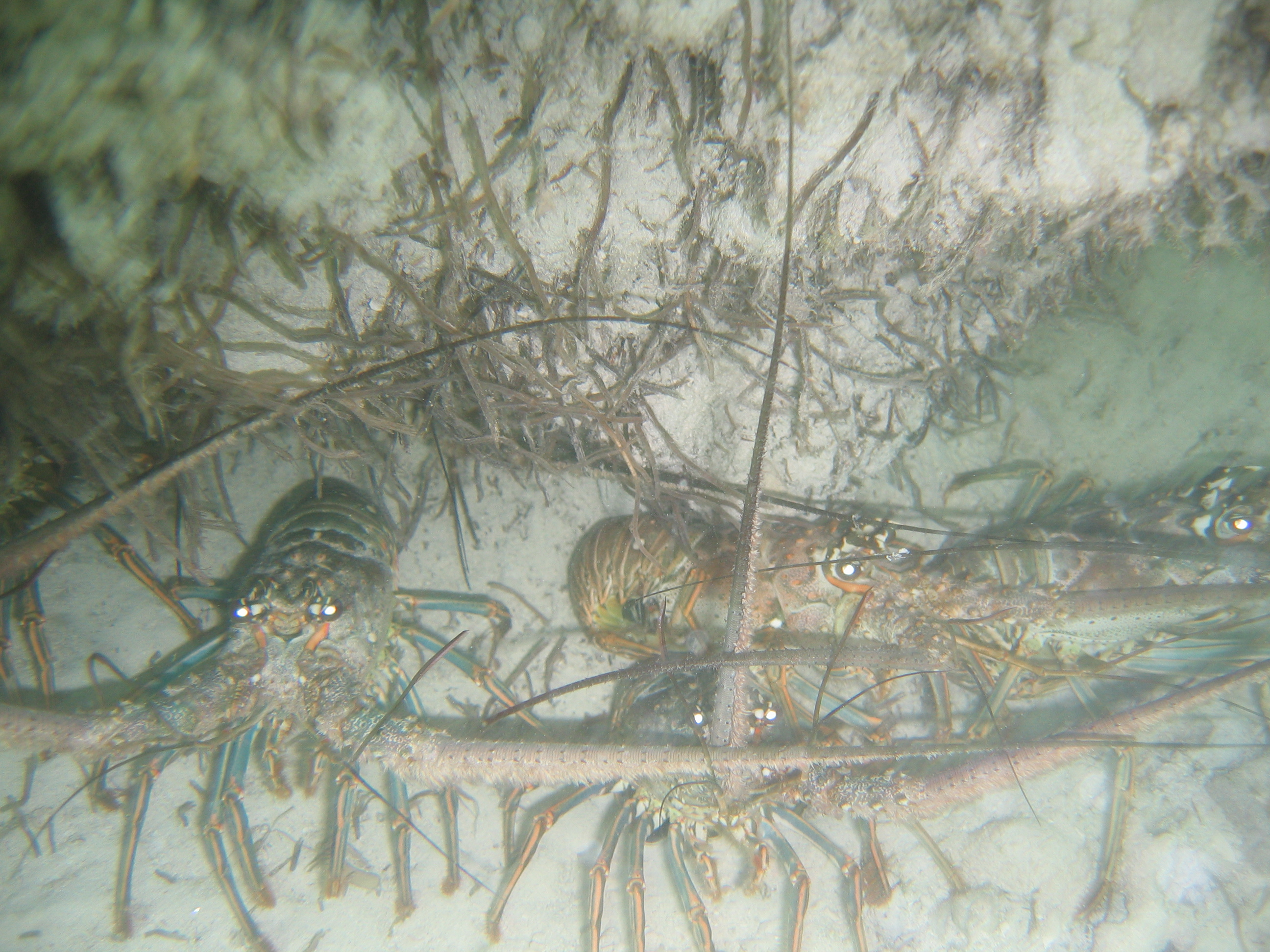
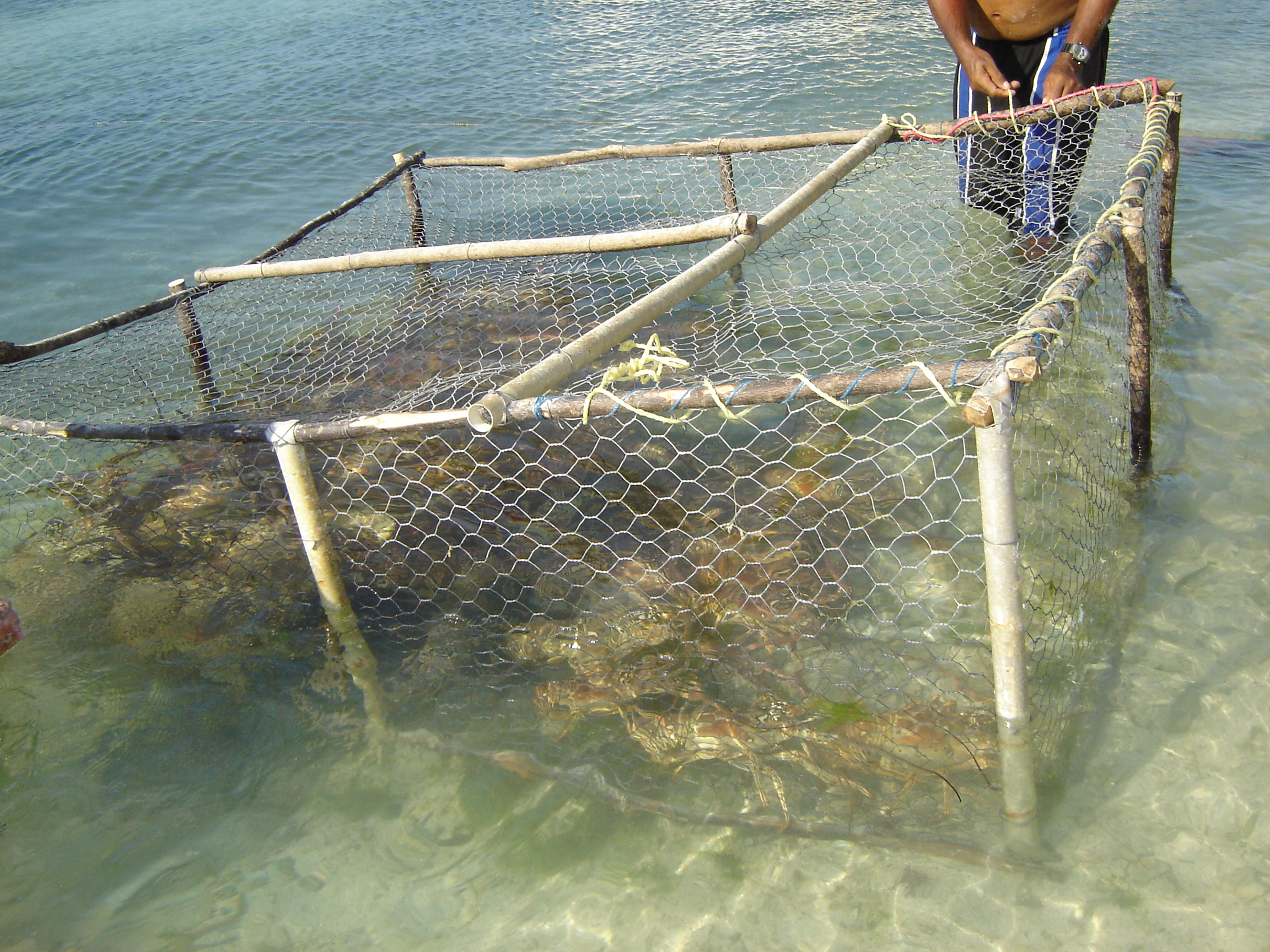